# SpaceShipTwo

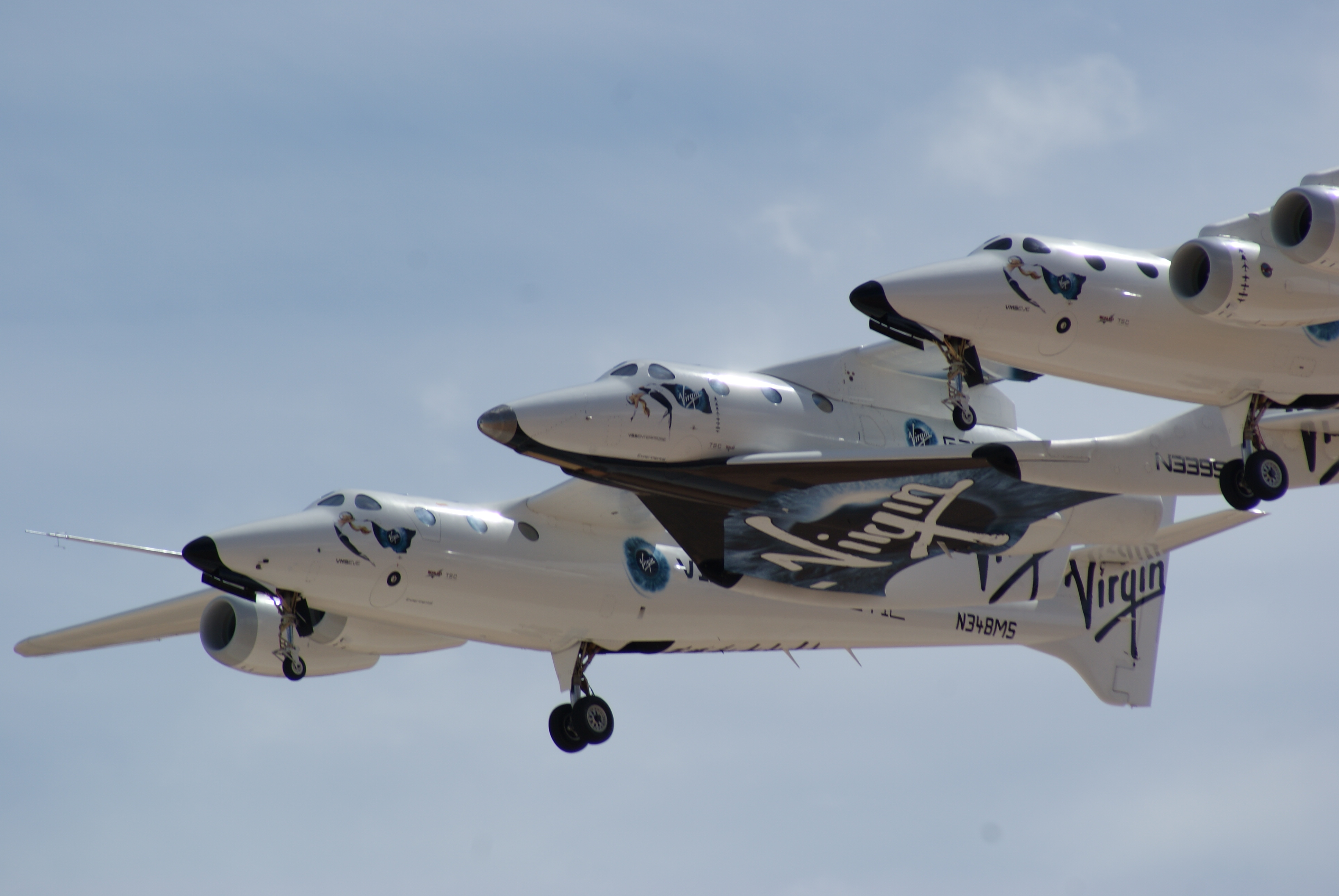
Три носа White Knight Two разом з SpaceShipTwo в польоті

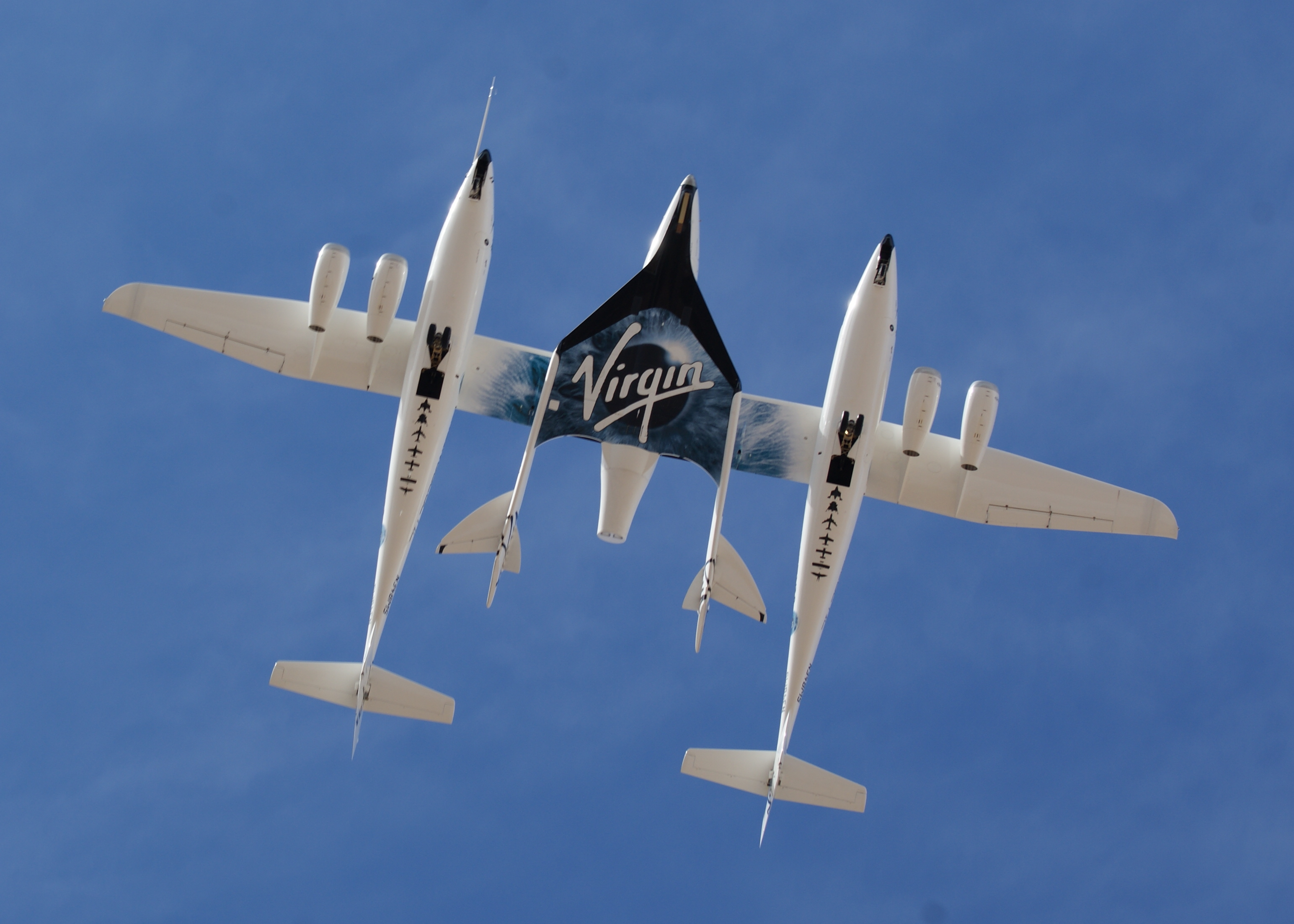
Політ SpaceShipTwo пристикованого під White Knight Two в жовтні 2010.

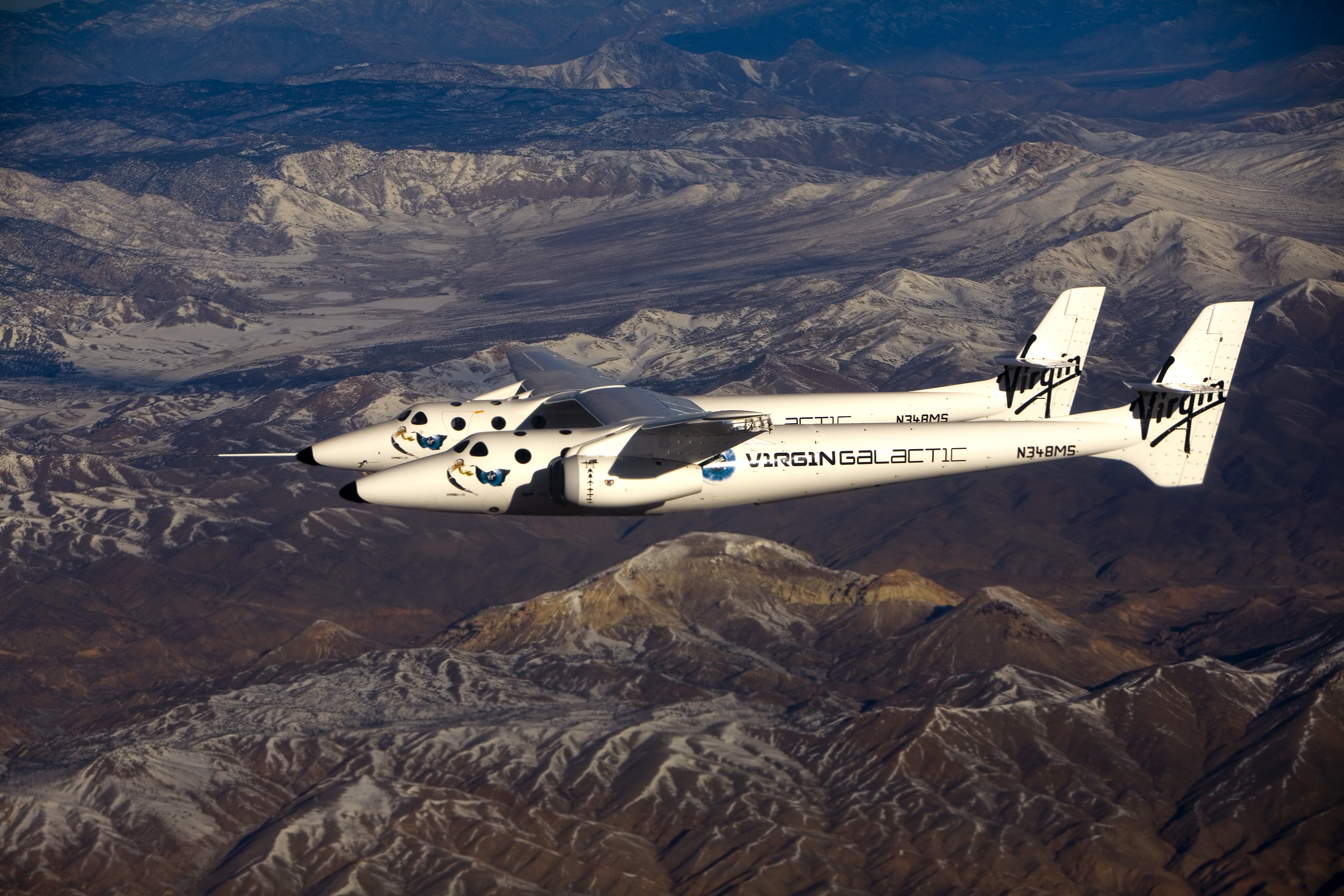
VMS Eve's maiden flight December 21, 2008

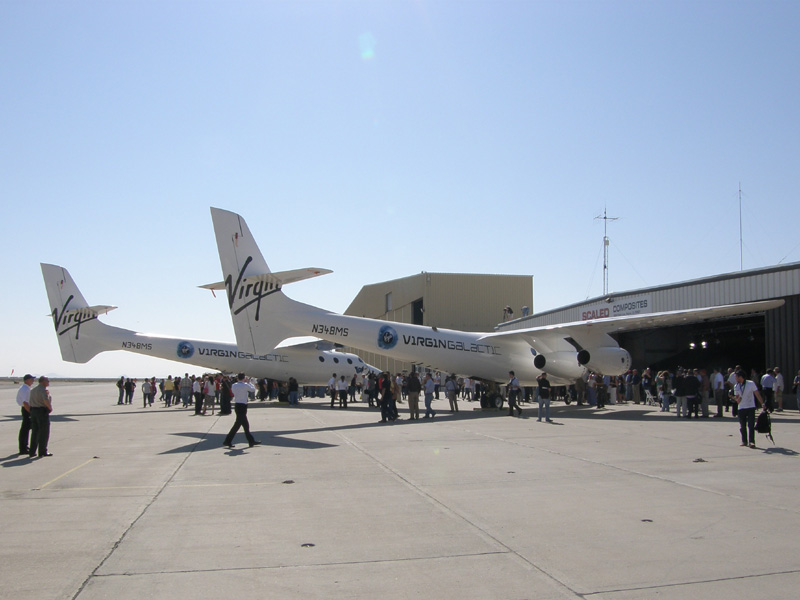
WhiteKnightTwo at its rollout and christening ceremony, July 28. 2008

«SpaceShipTwo» (SS2) — приватний американський пілотований орбітальний літак багаторазового використання, призначений для суборбітального космічного туризму. Запускатиметься не ракетою, а літаком-носієм White Knight Two, що нагадує два літаки, з'єднані крилами. На заплановану висоту у 110 км літак підніметься завдяки власному двигуну. Станом на квітень 2018 року було виготовлено два орбітальні літаки цього типу: VSS Enterprise — розбився, виконуючи тестовий політ у 2014 році, та VSS Unity — 5 квітня 2018 року здійснив свій перший тестовий політ із увімкненням власного двигуна.
11 липня 2021 року було здійснено перший туристичний політ у космос. Засновник Virgin Group мільярдер Річард Бренсон разом з трьома іншими співробітниками Virgin Galactic, перебував на ракетоплані, який підняли у небо за допомогою літака-носія White Knight Two. Корабель VSS Unity піднявся на висоту 80 км над Землею. Екіпаж корабля перебував у стані невагомости близько шести хвилин.

## Загальний опис
Проєктується компанією Scaled Composites LLC (США), яка з 1982 року займається виробництвом експериментальних літальних апаратів. Є частиною програми Tier One b, яка заснована компанією The Spaceship Company. Доставка на пускову висоту (близько 20 км) здійснюється за допомогою літака-носія White Knight Two (WK2).
Базується на успішному проекті «SpaceShipOne». На відміну від останнього, зможе нести на борту до 8 людей (6 пасажирів + 2 пілота), буде удвічі більшим і комфортнішим. Система з SS2 та WK2 буде приблизно в 3 рази більше системи SS1 та WK. Також будуть усунені деякі конструктивні недоліки, що дозволить збільшити час невагомости до 6 хвилин («SpaceShipOne» — 3 хвилини). Максимальне перевантаження — 6 g. Усі рейси планується починати та закінчувати на аеродромі в Мохаве (Каліфорнія). Очікувана ціна квитка $200 тис. Перший тестовий політ відбувся в березні 2010 року. Заплановано близько ста тестових польотів. Початок комерційної експлуатації — не раніше 2012.
Авіаконструктор Берт Рутан і його партнер Річард Бренсон, який заснував космічно-туристичне підприємство «Virgin Galactic», збираються взяти участь у першому польоті «SpaceShipTwo».
Планується створити п'ять одиниць SpaceShipTwo та два літака White Knight Two, з яких будуть запускатися апарати.  Кораблям SS2 вирішено дати назви. Перший корабель буде називатися VSS Enterprise. VSS = Virgin Space Ship (англ. Virgin — Діва, космічний корабель компанії Virgin). Enterprise (англ. Enterprise — підприємство, ініціатива, винахідливість) — в честь корабля USS Enterprise з серіалу «Зоряний шлях». Його так назвав на той час губернатор каліфорнії Арнольд Шварценеггер. Другий корабель вирішено назвати VSS Unity. Virgin Galactic збирається вкласти $100 млн в побудову цих апаратів.
Попередній повнорозмірний корабель в розрізі був продемонстрований публіці 28 вересня 2006 року.
Крім туристичних завдань, SpaceShipTwo буде здійснювати дослідження атмосфери в інтересах NOAA. Частина приладів буде розміщена на літаку-носієві WhiteKnightTwo з метою регулярного вимірювання вмісту газів (метану та вуглекислого газу) на висотах 8-15 км, а також отримання проб повітря з цих висот. За допомогою самого SpaceShipTwo буде проводитись вивчення іоносфери на висотах 100—110 км
7 грудня 2009 року Virgin Galactic продемонструвала світу готовий корабель. На офіційному сайті компанії можна забронювати квитки, вартістю $200 тис.
15 липня 2010 року човник SpaceShipTwo (SS2) здійснив в атмосфері пробний 6-годинний політ з екіпажем на борту. Політ човна над Каліфорнійською пустелею Мохаве було здійснено в пристикованому стані до Літака-носія White Knight Two (WK2), який є його стартовим комплексом.

## Аварії
26 липня 2007 року стався вибух протягом випробування продувки окислювача на авіабазі Мохаве, на якій проводилися перші випробування систем SpaceShipTwo. Тест окислювача полягав у заповненні баку для окислювача 4 500 кілограмами оксиду азоту з наступною 15-секундною тестовою холодною продувкою форсунки. Хоча під час тесту газ не запалювався, від шрапнелі загинуло троє працівників, троє поранено.
21 серпня 2010 року при приземленні на аеродромі в пустелі Мохаве (штат Каліфорнія) сталася арія літака-носія White Knight Two, у чотирьохмоторного літака пошкоджено ліве шасі.
31 жовтня 2014 року VSS Enterprise під час першого тестового польоту з увімкненням власного двигуна зазнав невдачі й розбився. Один пілот загинув, інший був поранений.

## Опис конструкції
SpaceShipTwo є космопланом з низьким відносним подовженням крила, який буде перевозити пасажирів у космос; Місткість становитиме 8 людей: 6 пасажирів та 2 пілоти. Номінальна висота, що досягатиметься протягом польоту, становитиме приблизно 110 км (термосфера); це на 10 км вище лінії Кармана (останнього польоту SpaceShipOne досяг висоти 112 км). SpaceShipTwo летітиме зі швидкістю 4'200 км/год (2'600 mph) використовуючи єдиний Гібридний ракетний двигун — Ракетний двигун 2.
Його запускають з літака-носія White Knight Two на висоті 15,2 км, і він досягає надзвукової швидкости протягом 8 секунд. Через 70 секунд ракетний двигун вимикається, а космічний корабель продовжує політ за інерцією до своєї пікової висоти. Кабіна команди SpaceShipTwo є 3.66 м завдовжки та 2.28 м в діаметрі. Розмах крил становить 8.23 м, довжина — 18.29 м, а висота хвоста — 4.57 м.
SpaceShipTwo використовує принцип «волана» у системі повороту хвостового оперення для вирівнювання корабля по курсу при поверненні в атмосферу. Це є можливим завдяки низькій швидкости при поверненні — в протилежність до цього Space Shuttle та інші орбітальні космічні кораблі повертаються з орбітальними швидкостями ближче до 25 000 км/год використовуючи термостійку обшивку. Більше того, SpaceShipTwo є спроектований так, щоб повертатися в атмосферу під будь-яким кутом. Він буде скидати швидкість в атмосфері перемкнувшись у планувальне положення на висоті 24 км та протягом решти 25 хвилин буде планерувати до космодрому. Як тільки пасажири повертаються, в їхніх паспортах проставляється штамп про космічний політ та на церемонії нагородження їм вручають крила астронавта. Вони також зможуть відновити в пам'яті свій політ за допомогою відеоматеріялів, відзнятих протягом космічного польоту.
SpaceShipTwo має 43- та 33-сантиметрові ілюмінатори для задоволення пасажирів від краєвидів, та всі крісла відхиляються назад протягом приземлення для того щоб зменшити дискомфорт від перевантаження. Повідомляють, що космоплан зможе безпечно приземлитися навіть якщо під час польоту відбудеться раптова і повна відмова обладнання. У 2008 році Берт Рутан зазначив щодо безпеки транспортного засобу:
Це судно розроблено так, щоб могти входити в атмосферу в найгіршому випадку прямо або вверх дном та вирівнюватися. Він спроектований з таким рівнем безпеки як перші авіалайнери в 1920-х... Не вірте нікому, хто каже, що рівень безпеки буде таким же ж як у сучасних авіалайнерів, які вже розвиваються протягом 70 років.
У вересні 2011 року, під час перевірки безпеки «системи волана» (системи хвостового оперення для вирівнювання корабля по курсу при поверненні в атмосферу), команда умисно втратила на короткий час контроль над судном під час тестового польоту в режимі планерування. Контроль відновився, коли космоплан перейшов у «конфігурацію волана» та безпечно приземлився після 7-хвилинного польоту.
Технічні параметри:
- Двигун = реактивний
- Команда = 2
- Місткість = 6 пасажирів
- Довжина = 18.29 м
- Розмах крил = 8.23 м
- Висота = 4.57 м
- Розвинувся з = SpaceShipOne

## Перший політ
10 жовтня 2010 року на аеродромі Мохаве, штат Каліфорнія, відбувся перший випробувальний політ ракетоплана Enterprise (відомий також як SpaceShipTwo).
Апарат був піднятий літаком-носієм WhiteKnightTwo на висоту 15 км, після відділення від літака-носія та 15-хвилинного вільного польоту здійснив посадку. Політ і приземлення ракетоплана пройшли добре.

## Подальші випробування
4 травня 2011 року над пустелею Мохаве суборбітальний літак вперше продемонстрував ефективність унікального хвостового оперення, яке дозволяє апарату безпечно входити в атмосферу.
Суборбітальний літак з двома пілотами-випро́бувачами здійснив зліт в штатному режимі. За 45 хвилин носій піднявся на висоту 15,7 км і скинув SpaceShipTwo. Хвостове оперення вперше було повернуто вверх на кут 65 градусів. В цій конфігурації апарат пролетів 1 хвилину 15 секунд і майже вертикально спустився на 4,7 км. Суборбітальний літак продемонстрував відмінну стійкість та керованість. На висоті 10 км пілоти повернули оперення в звичний, «літаковий», режим і через 11 хвилин 5 секунд після скидання з борта WhiteKnightTwo приземлились на злітно-посадкову смугу.
29 вересня 2011 року SpaceShipTwo випробував систему приземлення в екстрених умовах.

## Вартість
Загальна вартість розробленого SpaceShipTwo оцінюється в розмірі близько $400 мільйонів на травень 2011 року, що суттєво збільшилось в порівняні оцінкою у розмірі $108 мільйонів на 2007 рік.

## Комерційне використання
Тривалість польоту становитиме приблизно 2.5 години, хоча з них тільки кілька хвилин буде проходити в космосі. Початкова ціна за квиток буде $200 000. Більш ніж 65 000 потенційних космічних туристів подали заявки на першу партію зі 100 квитків. В грудні 2007 року Virgin Galactic вже мала 200 клієнтів, які повністю оплатили заброньовані квитки на перші польоти, та 95 % з них проходили тести на 6-8 g центрифузі. З початком 2011 року число таких клієнтів зросло до 400.
Після 50–100 тестових польотів планується, що перші клієнти полетять на борту в 2013 році. Уточнюючи запроектовані графіки польотів наприкінці 2009 року Virgin Galactic відмовилась оголосити точний розклад комерційних польотів, але знову підтвердила, що перші польоти будуть проводитись з космопорту Америка. Оперативне розгортання програми проводитиметься базуючись на «графіку задля безпеки».
На додаток до суборбітальних пасажирських запусків Virgin Galactic буде пропонувати послуги SpaceShipTwo для наукових суборбітальних космічних завдань. space science missions.

### Програма sRLVНАСА
В березні 2011 року Virgin Galactic зареєструвало SpaceShipTwo як судно багаторазового використання для наукових вантажів у відповідь на комерційний запит НАСА на послуги суборбітального судна багаторазового використання, що є частиною програми управління польотами НАСА. Virgin запроектувала 110 км висоти польоту тривалістю приблизно 90 хвилин з науковим корисним навантаженням. Польоти забезпечуватимуть приблизно 4 хвилини мікрогравітації. Маса корисного вантажу та рівень мікрогравітації ще не уточнювався. Наукові польоти для НАСА можуть початися протягом тестових польотів сертифікаційної програми для SpaceShipTwo.

### Майбутнє космічного корабля
В серпні 2005 року президент компанії космічного туризму Virgin Galactic зазначив, що якщо суборбітальна робота з SpaceShipTwo буде успішна, то наступник SpaceShipThree буде орбітальним судном. У 2008 році Virgin Galactic змінила свої плани та вирішила зробити його високошвидкісним пасажирським транспортом, пропонуючи транспортування шляхом суборбітального космічного польоту «від точки до точки».